# Copelatus nitidus
Copelatus nitidus är en skalbaggsart som beskrevs av Sharp 1882. Copelatus nitidus ingår i släktet Copelatus och familjen dykare. Inga underarter finns listade i Catalogue of Life.